# Hans von Sparneck (Hofmeister)

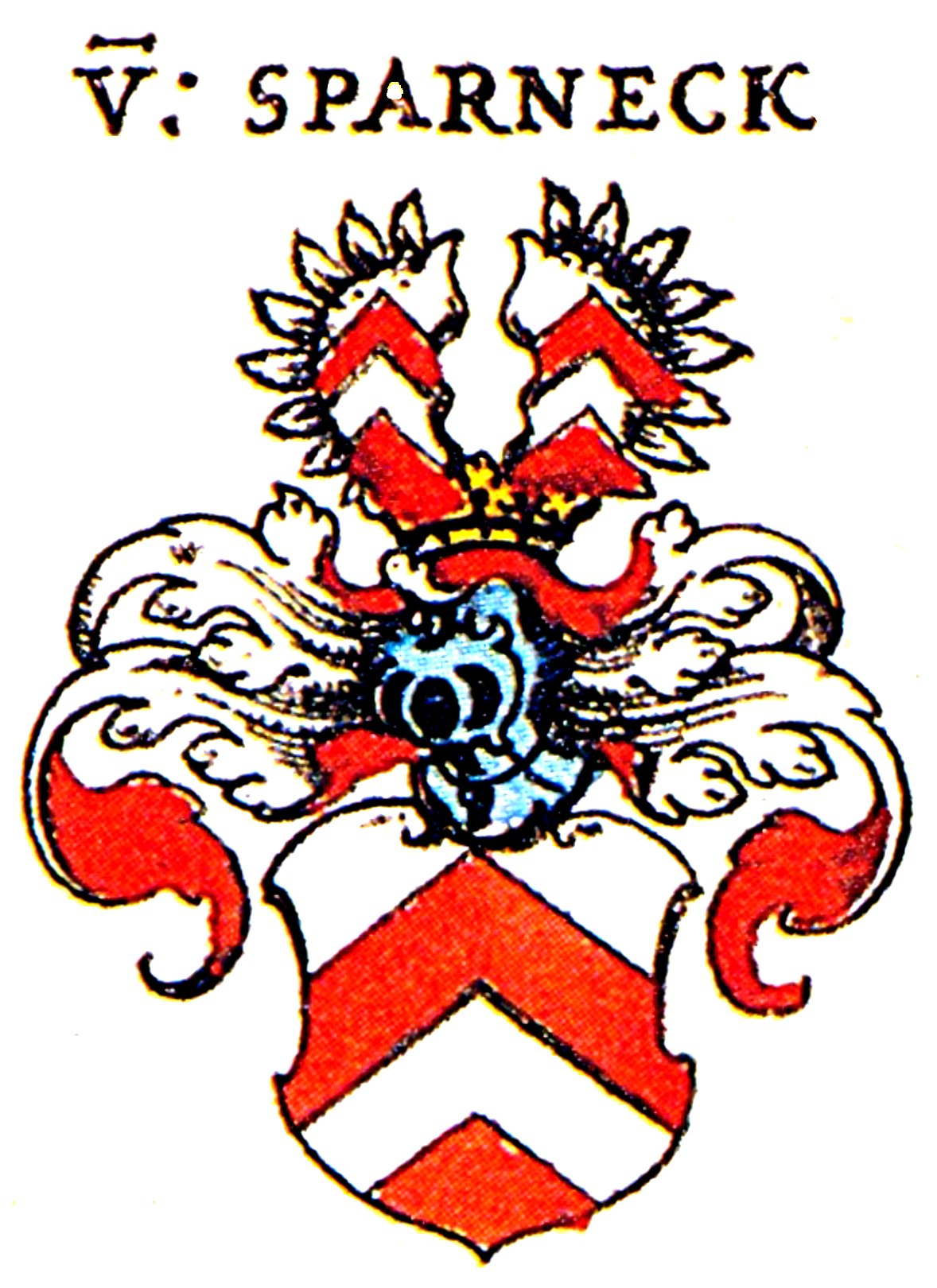
Familienwappen der von Sparneck nach Siebmachers Wappenbuch

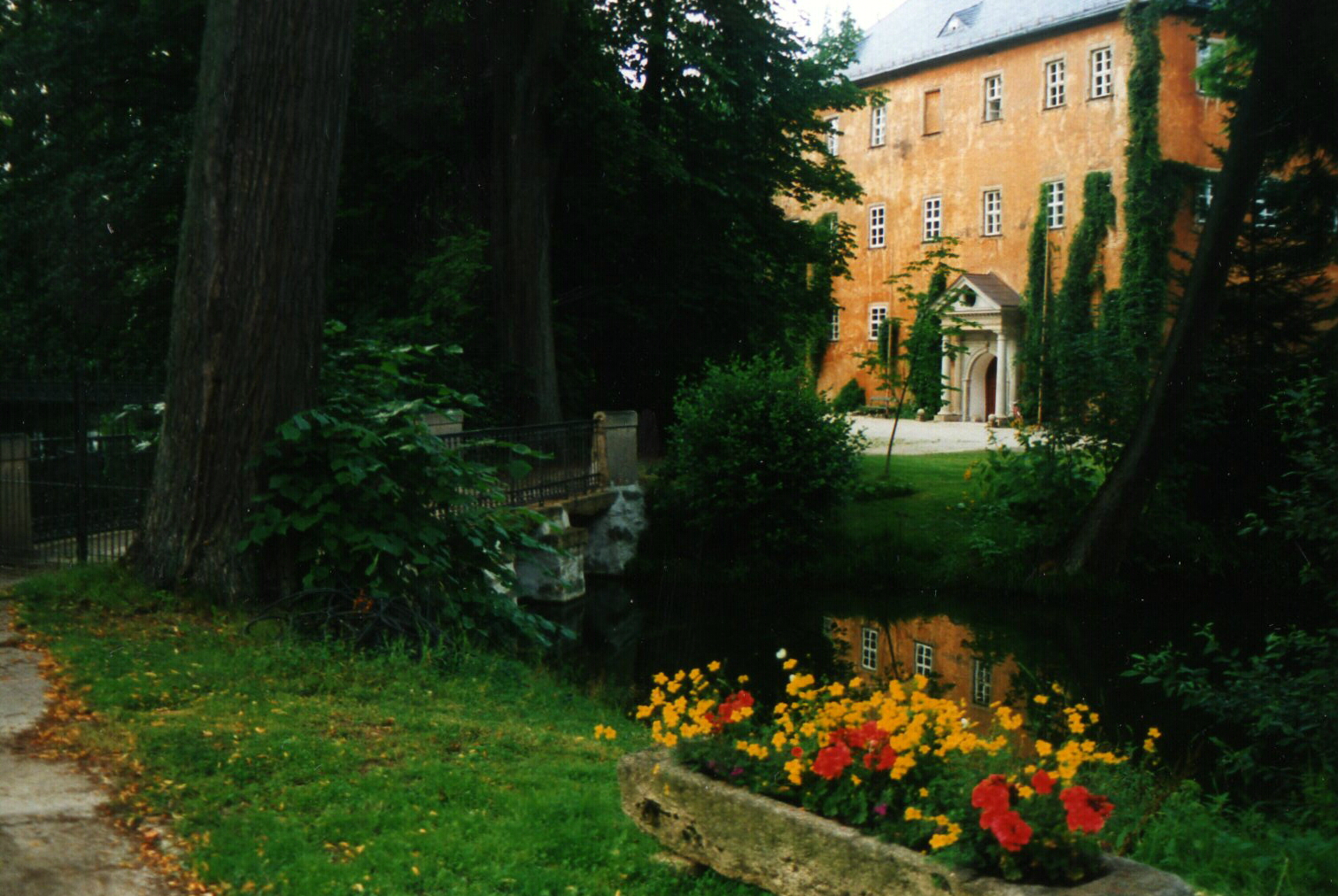
Wasserschloss in Weißdorf – Frontansicht

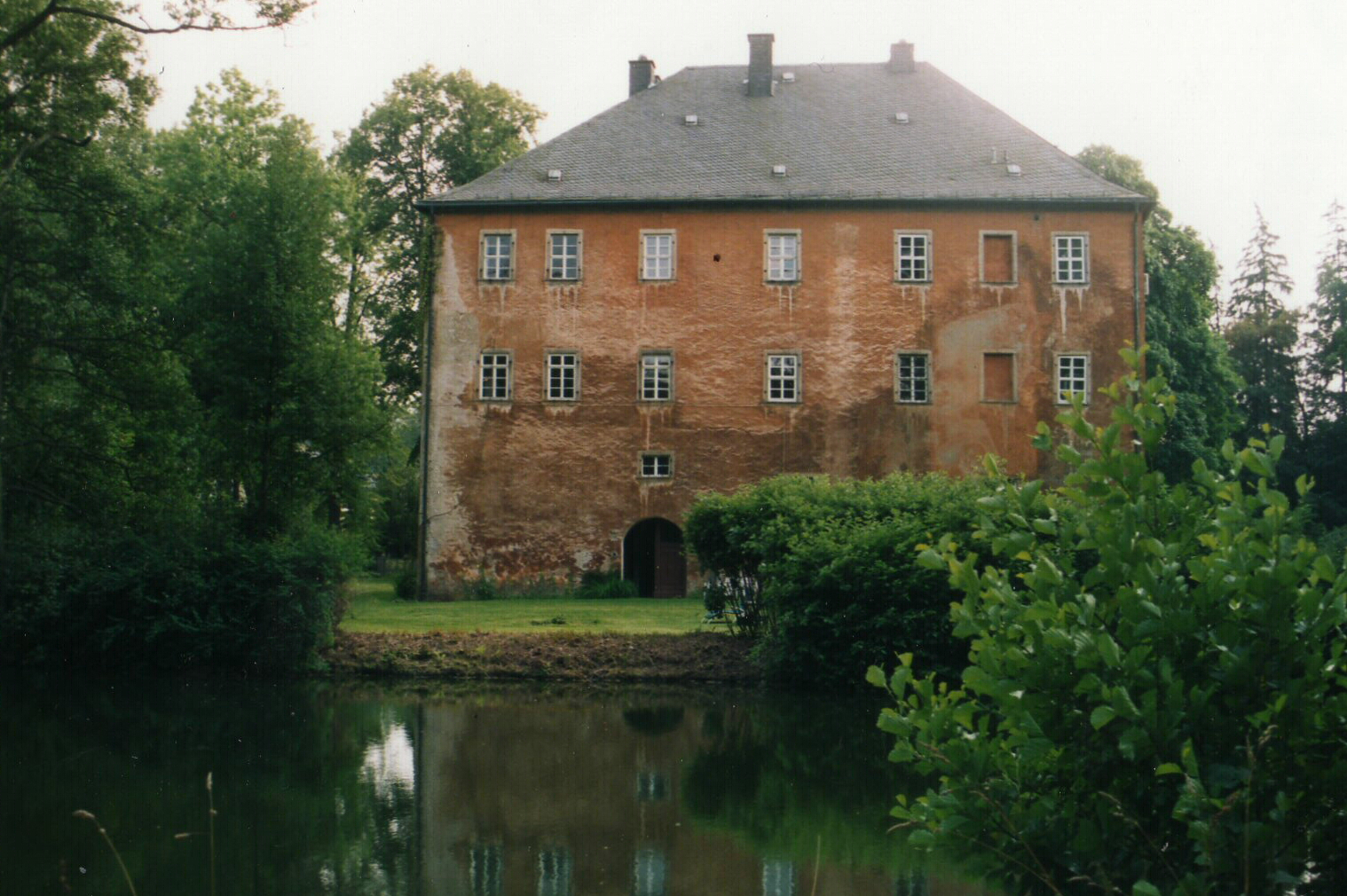
Wasserschloss in Weißdorf – Rückseite

Hans von Sparneck (* um 1350; † nach 1417) war Ritter und sowohl Hofmeister (magister curie) als auch Marschall des Burggrafen Friedrich V. von Nürnberg und seiner beiden Söhne Johann III. und Friedrich VI. Er war außerdem Amtmann in Hof.

## Familie von Sparneck
Er stammte aus dem Adelsgeschlecht derer von Sparneck und war in Weißdorf ansässig, wo er das dortige Wasserschloss besaß. Hans ist damit ein sehr frühes Glied in der Weißdorfer Linie des Geschlechtes. Sein Vater und einer seiner Söhne hießen ebenfalls Hans. Der Name seiner Mutter ist unbekannt. Nach dem Stammbaumforscher Dobeneck war er mit Anna Förtsch verheiratet, die neuere Forschung von Elisabeth Jäger geht aber dabei von einer zusätzlichen Generation mit dem Namen Hans, dem Amtmann von Münchberg, aus.

## Unter dem Schutz von Burggraf Friedrich von Nürnberg
Dorf und Schloss Weißdorf, die sich vermutlich im Allodialbesitz des Hans von Sparneck befanden, trug dieser am 20. Juli 1374 nebst allem zugehörigem Besitz dem Burggrafen von Nürnberg Friedrich V. als Lehen auf. Fortan erhielt er und seine Nachkommen die Lehnbriefe über Weißdorf von den Nürnberger Burggrafen. Als Gegenleistung wurde er mit verschiedenen Ämtern betraut, u. a. als deren Hofmeister ernannt. Sparnecks Nachfolger als Hofmeister wurde 1398 Arnold Hiltmar.
Sein Oheim war Hans Nothaft auf Thierstein, von dem er 1382 einen Teich in Weißdorf käuflich erwarb. Als burggräflicher Hofmeister trat er zum Beispiel am 28. Juli 1397 als erster Zeuge in Erscheinung, als Engelhart Vasmann aus Sachsgrün in Hof dem Markgrafen Wilhelm von Meißen, dem Burggrafen Friedrich von Nürnberg und dessen Söhnen Johann und Friedrich Urfehde schwor, weil er zuvor ohne deren Wissen heimlich mit König Sigismund von Ungarn verhandelt hatte.